# Ilha do Governador
Ilha do Governador (« île du Gouverneur ») est une île située sur la rive occidentale de la baie de Guanabara, au Brésil. Elle fait partie de la ville de Rio de Janeiro dont elle constitue l'un des quartiers.
D'une superficie de 40,81 kilomètres carrés, Ilha do Governador comprend quatorze quartiers qui sont : Banking, Cacuia, Cocotá, Freguesia, Galeão, Jardim Carioca, Jardim Guanabara, Moneró, Pitangueiras, Portuguesa, Praia da Bandeira, Ribeira, Tauá, Zumbi. , avec une population totale de 211 mille habitants. Traditionnellement résidentiel, il présente actuellement des caractéristiques mixtes, comprenant des industries, du commerce et des services.

## Histoire
Avant l'arrivée des Européens, l'île était habitée par la tribu des Indiens Temiminós (pt) et leur chef Arariboia (pt), dont c'était la terre natale. Ces derniers abandonnèrent l'île à cause des attaques de leurs ennemis Tamoios et celles des trafiquants français de bois de Pernambouc, lesquels furent définitivement chassés en 1567 par les Portugais. Le 5 septembre de cette même année, Mem de Sá, gouverneur général du Brésil, donna la terre à son cousin et successeur Salvador Correia de Sá (pt) (c'est pourquoi l'île porte son nom actuel depuis cette époque), qui se transforma en producteur de canne à sucre. La production était exporté vers l'Europe jusqu'au XVIIIe siècle.
Au XIXe siècle, le Prince Régent Dom João IV utilisa l'île comme terrain de chasse. Selon la tradition, la plage de Bica se nomme ainsi en raison d'une source qui servait de bain pour le jeune prince devenu plus tard l'empereur Pierre Ier (1822 - 1831).

## L'aéroport international de Galeão
En 1952, fut inauguré l'Aéroport international de Galeão, agrandi en 1977 pour accueillir des vols longues distances et qui occupe désormais toute la partie occidentale de l'île. À l'époque, le Galeão était la plus grande plateforme aéroportuaire du Brésil, avec une capacité de six millions de passagers par an.

## Accès
Grâce à deux ponts, l'île est traversée dans sa partie ouest par la RJ-071 (pt), appelée Via Expressa Presidente João Goulart (« Voie Express Président João Goulart ») et plus couramment Linha Vermelha (« ligne rouge »), qui relie Rio de Janeiro à São João de Meriti.
Deux autres ponts, situées au sud-ouest permettent également l'accès à l'île : Ponte Velha da Ilha do Governador  (« pont vieux de l'île du Gouverneur ») et Ponte Nova da Ilha do Governador (« pont neuf de l'île du Gouverneur »).
La TransCarioca (pt) relie le quartier de Barra da Tijuca à l'aéroport international de Galeão.